# Foxe Basin
Das Foxe Basin (benannt nach dem Entdecker Luke Foxe) ist ein Meeresbecken nördlich der Hudson Bay im nördlichen Kanada im Territorium Nunavut. Es wird von der Baffininsel, der Melville-Halbinsel und der Southampton-Insel eingerahmt.

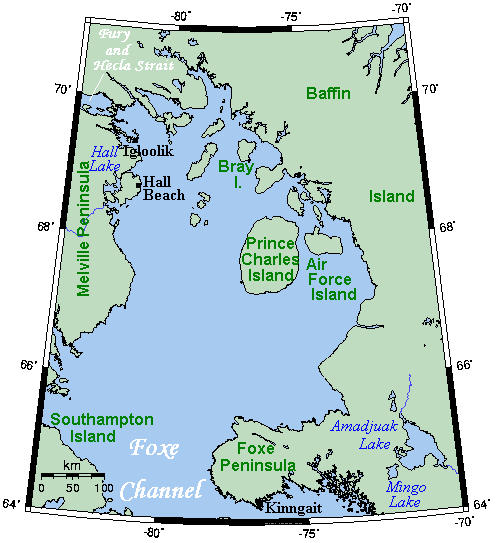
Karte des Fox Basins

Das Meeresbecken ist im Nordwesten durch die Fury-und-Hecla-Straße mit dem Golf von Boothia verbunden. Der südliche Ausgang ist der Foxe Channel, der zwischen der Southampton-Insel und der Foxe-Halbinsel liegt. Er verbindet das Foxe Basin mit der Hudsonstraße und der Hudson Bay.
Das Gewässer wird größtenteils kaum über 100 Meter tief. Die größte Insel im Becken ist die Prinz-Charles-Insel.
Die Küsten sind im Süden zumeist felsig, dagegen im Norden flach. Die wichtigste Siedlung ist Sanirajak im Nordwesten des Gebiets.
Das Foxe Basin ist Heimat der größten Walrossherde Kanadas.